# Семенченко, Владимир Ксенофонтович
Владимир Ксенофонтович Семе́нченко (17 (30) января 1894, Москва — 12 мая 1982, Москва) — советский физикохимик, специалист в области химической термодинамики, теории растворов электролитов, поверхностного натяжения. Его отец был юристом, мать — преподавателем музыки.

## Биография
Научную деятельность В. К. Семенченко начал ещё студентом университета имени А. Л. Шанявского под руководством П. П. Лазарева. Мировая война и последовавшие за ней события прервали его учёбу и научную работу. В 1919 г. В. К. Семенченко окончил физико-математический факультет Саратовского университета, специализируясь по теоретической физике под руководством С. А. Богуславского, оказавшего сильное воздействие на мировоззрение Владимира Ксенофонтовича и в значительной мере определившего его приверженность методам термодинамики и статистической механики. С 1919 г. В. К. Семенченко — ассистент на кафедре неорганической химии Саратовского университета, в 1923—1930 гг.  — заведующий кафедрой физики Тверского учительского института, с 1936 г. — профессор кафедры физики Московского городского Московского городского пединститута, с 1942 г. — профессор кафедры теоретической физики МГУ, профессор кафедры физики кристаллов (1953—1982) физического факультета МГУ, руководитель лаборатории физики растворов физфака МГУ. В 1944—1960 гг. возглавлял лабораторию поверхностных явлений Института общей и неорганической химии им. Н. С. Курнакова.

## Научная деятельность
Первоначально научные интересы В. К. Семенченко относились к теории растворов электролитов и молекулярной теории поверхностных явлений в растворах. Его монография долгое время оставалась наиболее полным и квалифицированным изложением физической теории сильных электролитов. Обобщение большого цикла работ В. К. Семенченко и его сотрудников по поверхностным явлениям в металлах и сплавах сделано в монографии. Она была переведена на английский язык и издана в Англии (1961 г.) и США (1962 г.).
Под редакцией и с комментариями В. К. Семенченко впервые на русском языке вышло собрание работ У. Гиббса по термодинамике, сделавшее их доступными широкому кругу специалистов и способствовавшее повышению научного уровня термодинамических исследований в нашей стране. В 1927—1934 годах принимал участие в составлении «Технической энциклопедии» в 26-и томах под редакцией Л. К. Мартенса, автор статей по тематике «химия теоретическая».
В 1947 г. В. К. Семенченко сформулировал идею о термодинамической общности критических явлений и фазовых переходов второго рода. Заслуга учёного в том, что он не ограничился констатацией формально-термодинамической общности этих эффектов, но понял их флуктуационную природу. Ныне эта трактовка рассматривается как очевидная, но в конце 1940-х и в 1950-е гг. она встретила явное или скрытое сопротивление физикохимиков. Только после работ, выполненных в следующие два десятилетия, флуктуационная природа обобщённых критических явлений получила полное признание.
В подходе В. К. Семенченко к фазовым переходам ключевое значение имела термодинамическая устойчивость системы. Теорию Гиббса учёный использовал как эффективный инструмент для анализа и классификации фазовых переходов, оказавшийся адекватным природе данных явлений.

## Педагогическая деятельность
В. К. Семенченко вёл спецкурсы «Термодинамика поверхностных явлений», «Термодинамика кристаллов» и др., читал лекции по теоретической физике на
химфаке МГУ. Подготовил 40 кандидатов
и 7 докторов наук.

## Семья
- Жена — Виктория Михайловна Коробова (1894—1960).
- Дочь — Лада Владимировна Коробова, биолог.

## Награды
- Орден Ленина (1953) и медали СССР.